# Farol de Santa Clara
Der Leuchtturm Santa Clara steht an der Südwestküste der portugiesischen Azoreninsel São Miguel in Ponta Delgada und wurde 1945 in Betrieb genommen. Das Leuchtfeuer stammt von 1886, stand bis dahin auf dem Torre de Belém in Lissabon und steht unter Denkmalschutz.

## Lage und Beschreibung
Der Leuchtturm befindet sich ca. 800 Meter westlich der Innenstadt in Ponta Delgada und gehört zur namensgebenden Freguesia Santa Cara. Er steht auf einer kleinen Anhöhe am Meer in einer Höhe von 19 Metern. Das Leuchtfeuer steht auf einem quadratischen Betonsockel, der wiederum von einer quadratischen Ummauerung umgeben ist. Der weiß gestrichene Raum innerhalb der Ummauerung ist für Geräte und Betriebsmittel vorgesehen. Weitere Nebengebäude existieren nicht.
Das zylindrische Leuchtfeuer selbst ruht auf einer viereckigen Eisengitterkonstruktion, auf der das Leuchtfeuer auf einer kleinen Galerie aufgesetzt ist. Das gesamte Leuchtfeuer hat eine Höhe von acht Metern. Das Leuchtfeuer einschließlich Metallkonstruktion ist rot lackiert.
Das Leuchtfeuer ist unter der internationalen Nummer D-2654 registriert und befindet sich in einer Höhe von 27 Metern. Die Kennung besteht aus einem weißen Blitz mit einer Dauer von zwei Sekunden, der alle fünf Sekunden wiederholt wird. Die Tragweite beträgt rund 15 Seemeilen (ca. 28 Kilometer). Das Leuchtfeuer ist nicht öffentlich zugänglich.

## Geschichte
Nachdem ein Sturm 1942 das Leuchtfeuer an der Hafenmole von Ponta Delgada zerstört hatte, suchte die portugiesische Leuchtturmverwaltung einen sturmsicheren neuen Standort.  Ausgewählt wurde eine kleine Anhöhe etwa 800 Meter westlich des alten Standorts im Hafen. Erst 1945 wurde der Bau in Angriff genommen und am 15. Juni 1945 in Betrieb genommen.
Für das Leuchtfeuer wurde die im Torre de Belém verwendete 1886 gebaute Konstruktion wiederverwendet. Sie stand bis Ende der 1930er oder Anfang der 1940er Jahre auf der Südseite des Gebäudekomplexes und war auf den Tejo ausgerichtet. Die Architektur des kleinen Turms griff den manuelischen Stil des Torre de Belém auf und übernahm die Form der Wachhäuser des Turms.
Im Mai 1980 wurde der Leuchtturm automatisiert. Installiert ist eine 12 V 50-Watt-Halogenlampe. Das optische Gerät besteht aus einer katadioptrischen Optik 5. Ordnung mit einer Brennweite von 187,5 Millimetern.

## Trivia
Der Leuchtturm ist auf einer azoreanischen Briefmarke von 1996 abgebildet.